# نظرية السلام الديمقراطي

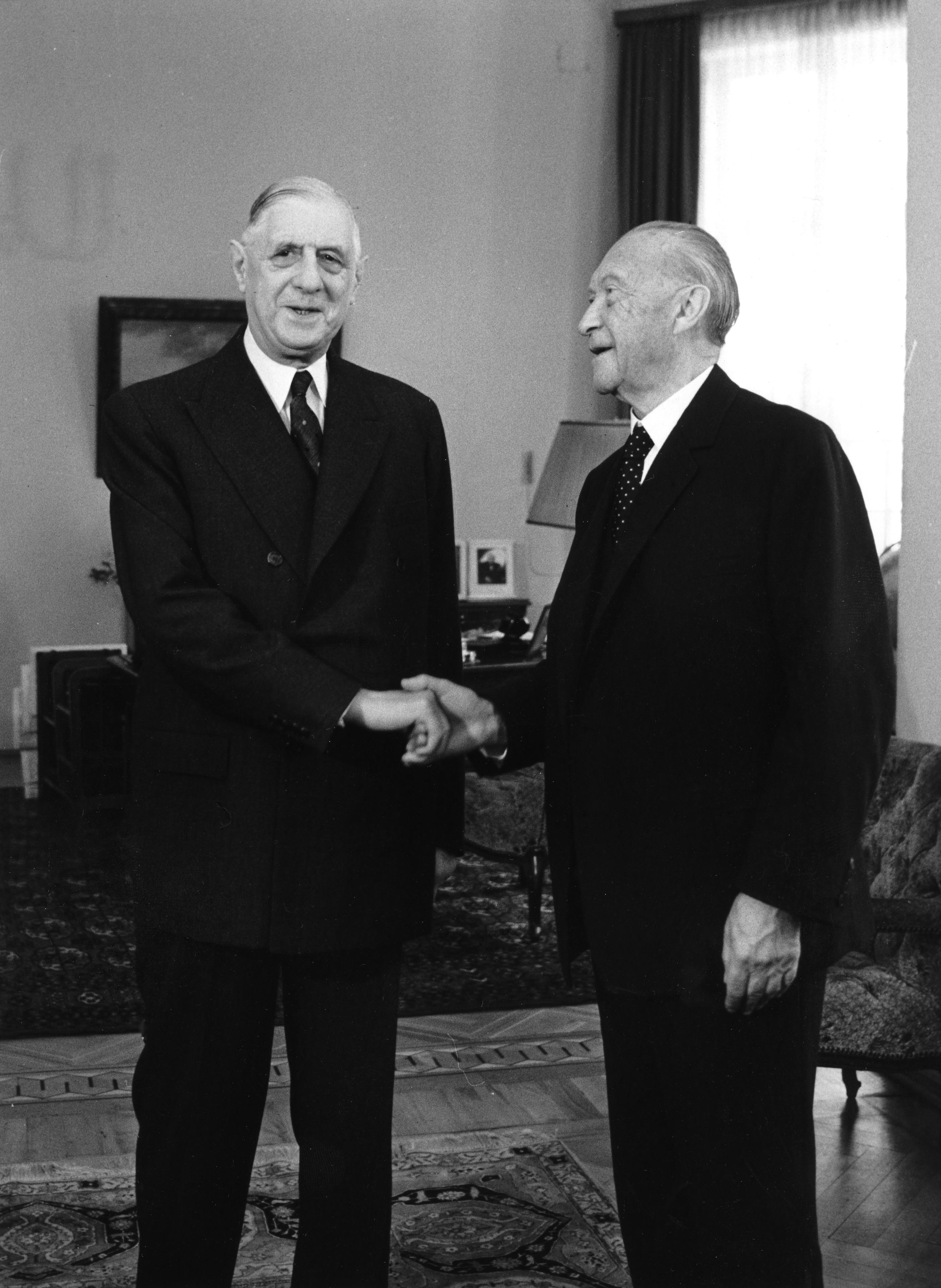

نظرية السلام الديمقراطي (بالإنجليزية: Democratic peace theory)‏ أو نظرية السلام اللييبرالي (بالإنجليزية: liberal peace theory)‏ أو ببساطة السلام الديمقراطي (بالإنجليزية: democratic peace)‏ نشأت في العلوم السياسية وتطرح فرضية أن الدول الديمقراطية لا تنشأ بينها حروب. وقد أيدت الدول الاستعمارية تلك النظرية كقانون يتحكم في العلاقات الدولية. وقد أتبعت النظرية بعدة نظريات أخرى شبيهة، تدور كلها حول موضوع العلاقة بين السلام والديمقراطية.
بنظرية السلام الديمقراطي يوجد عوامل عديدة التي تشجع السلام بين الدول الديمقراطية تشمل:
•        ينبغي على قادة الديموقراطية قبول الملومة لأي خسائر حرب إلى الجمهور التصويت
•        سياسة الذين مسؤولين إلى الجمهور يتجه نحو تنشأ المؤسسات ديموقراطية ليحل توترات دولية
•        لا رأى الديموقراطيات الديموقراطيات الأخرى كمعاد
•        عادة لديها الديموقراطيات أكثر ثروة عامة من الدول الأخرى فإذا تجنب حرب لكي حافظ على بنية تحتية وموارد
قال المعارضين بهذا الأنصار أنه لخلطوا علاقة مترابطة وتسبيب والتعريف ب«ديموقراطية» والتعريف ب«حرب» يمكن التلاعب بها فادى إلى نتائج خاطئة.

## نبذة تاريخية
على الرغم من أن نظرية السلام الديمقراطي لم تُدرَّس بدقة أو بشكل علمي حتى الستينيات، نُوقشت المبادئ الأساسية لهذا المفهوم منذ أوائل القرن الثامن عشر في أعمال الفيلسوف إيمانويل كانت والمنظر السياسي توماس بين. تنبأ كانت بهذه النظرية في مقالته «السلام الدائم: مخطط فلسفي» الذي كتبه في عام 1795، على الرغم من اعتقاده أن وجود عالم مكون من جمهوريات دستورية فقط، هو مجرد واحد من عدة شروط ضرورية من أجل السلام الدائم.
قالت نظرية كانت بأن غالبية الناس لن يصوتوا أبداً لخوض الحرب، إلا في حالة الدفاع عن النفس. لذلك، إذا كانت جميع الدول جمهوريات، لن يكون هنالك أيّ وجود لمعتدين وستنتهي بذلك الحرب. في أعمال سابقة أقل ذكرًا، قدم توماس بين ادعاءات مماثلة أو حتى أقوى حول الطبيعة السلمية للجمهوريات. كتب بين في كتاب «الفطرة السليمة» عام 1776: «تعيش جميع جمهوريات أوروبا (وربما نقول دائمًا) في سلام». ناقش بين بأن الملوك سيخوضون الحرب بدافع الفخر في الحالات التي ستمتنع فيها الجمهوريات عن القيام بذلك (ليفي وتومسون 2011؛ باين 1945، ص 27). ناقش أيضًا المؤرخ والعالم الاجتماعي الفرنسي ألكسيس دو توكفيل، في كتاب الديمقراطية في أمريكا (1835-1840)، بأن الدول الديمقراطية كانت أقل عرضة لشن الحرب.
كان الباحث في علم الجريمة دين بابست، أول من قام بأبحاث إحصائية حول هذا الموضوع. نُشر بحثه الأكاديمي الداعم للنظرية في عام 1964 في مجلة ويسكونسن سوسيولجيست (بابست 1964)؛ نشر نسخة أكثر شيوعًا بقليل، في عام 1972، في الصحيفة التجارية البحوث الصناعية (بابست 1972). لم يتلقى كلا الإصدارين في البداية سوى القليل من الاهتمام.
رد ملفين سمول وجاي ديفيد سينجر (1976، الصفحات 50-69)؛ بأنهم وجدوا أن الحروب كانت غائبة بين الدول الديمقراطية مع وجود «استثناءين ثانويين»، لكنهم نفوا أن يكون لهذا النمط أي أهمية إحصائية. نُشرت هذه الورقة في مجلة جيروسالم للعلاقات الدولية، ما جلب للنظرية في النهاية اهتمامًا واسعًا، وبدأت المناقشة الأكاديمية. ساهم بحث أجراه العالم السياسي ميخائيل دبليو. دويل في عام 1983 في نشر النظرية بشكل أكبر. كان رودولف جاي. روميل باحثًا مبتدئًا آخر أثار قدرًا كبيرًا من الاهتمام حول الموضوع في أعماله الأخيرة.
وسع ماوز وعبد العلي (1989) البحث ليشمل النزاعات الأصغر من الحروب. وجد بريمر (1992) وماوز وروسيت (1993) أن العلاقة بين الديمقراطية والسلام بقيت ذات أهمية بعد ضبط العديد من المتغيرات المربكة المحتملة. وهذا ما نقل النظرية لتصبح ضمن الاتجاه السائد في العلوم الاجتماعية. رد أنصار الواقعية في العلاقات الدولية وغيرها من خلال إثارة العديد من الاعتراضات الجديدة. حاول باحثون آخرون تقديم تفسيرات أكثر منهجية للطريقة التي يمكن أن تؤدي بها الديمقراطية إلى السلام (كوشلا 1995)، وكيف يمكن للديمقراطية أن تؤثر أيضًا على جوانب أخرى من العلاقات الخارجية مثل التحالفات والتعاون (ري 2003).
أجريت المزيد من الدراسات في هذا المجال بعد هذه الأعمال الرائدة. ووجدت معظم الدراسات أن هناك شكلًا من أشكال السلام الديمقراطي، رغم أنه لم يوجد حل كامل بخصوص النزاعات المنهجية أو الحالات المشكوك فيها (كينسيلا 2005).

## التعريفات

### تعريف الحرب
عادةً ما تُعرِّف الأبحاث الكمية حول الحروب الدولية الحرب بأنها صراع عسكري يخلّف أكثر من 1000 قتيل في معركة خلال عام واحد. هذا هو التعريف المستخدم في مشروع روابط الحرب الذي قدم أيضًا بيانات للعديد من الدراسات المقامة حول الحرب. اتضح أن معظم النزاعات العسكرية المعنية تقع بشكل واضح فوق أو تحت هذه العتبة (ري 1995, ص.103).
استخدم بعض الباحثين تعاريف مختلفة. على سبيل المثال، يعرف ويرت (1998) الحرب بأنها أي معركة ينتج عنها أكثر من 200 حالة وفاة. روسيت (1993، ص.50) عند النظر إلى اليونان القديمة، لم يتطلب الأمر سوى بعض الاشتباكات الحقيقية في المعارك، التي تتضمن قوات من كلا الجانبين بتفويض من الدولة.
الصراعات العسكرية بين الدول (إم آي دي إس)، في تصنيف مشروع روابط الحرب، هي نزاعات أصغر من الحروب. مثل هذه الصراعات لا تكون أكثر من مجرد عرض للقوة العسكرية للقوة دون حدوث وفيات نتيجة المعارك. تعتبر كل من الصراعات العسكرية بين الدول والحروب «صراعات عسكرية بين الدول» أو إم آي سي إس. تتضمن الإم آي دي إس النزاعات التي تسبق الحرب؛ لذا قد يكون الفرق بين إم آي دي إس والإم آي سي إس أقل مما يبدو عليه.
التحليل الإحصائي والمخاوف بشأن درجات الحرية هي الأسباب الأساسية للجوء لللصراعات العسكرية بين الدول عوضًا عن الحروب الفعلية. الحروب نادرة نسبيًا. تشكل نسبة وسطية مقدارها 30 صراعًا عسكريًا بين الدول مقابل حرب واحدة وسطًا إحصائيًا أغنى بالنسبة للتحليل (موسيو وشي 1999).